# Герб Дзержинска (Минская область)
Герб города Дзержинск (бел. Герб горада Дзяржынск) — официальный геральдический символ города Дзержинск и Дзержинского района Минской области Республики Беларусь.

## Использование
Герб города Дзержинска и Дзержинского района – собственность Дзержинского района, правом распоряжения которой обладает Дзержинский районный исполнительный комитет.
Изображение герба города Дзержинска и Дзержинского района размещается на зданиях, в которых расположены органы местного управления и самоуправления города Дзержинска и Дзержинского района, а также в помещениях заседаний этих органов и в служебных кабинетах их руководителей.
Герб города Дзержинска и Дзержинского района может размещаться в тех местах города Дзержинска и Дзержинского района, где в соответствии с законодательством предусматривается размещение изображения Государственного герба Республики Беларусь. При одновременном размещении Государственного герба Республики Беларусь, герба города Дзержинска и Дзержинского района и других гербов их расположение определяется в соответствии с Законом Республики Беларусь от 5 июля 2004 года «О государственных символах Республики Беларусь» (Национальный реестр правовых актов Республики Беларусь, 2004 г., № 111, 2/1050).

## Описание
Герб города Дзержинска и Дзержинского района представляет собой испанский щит, в голубом поле которого изображены перекрещенные черная дубовая ветвь с золотыми желудями и листьями и золотая оливковая ветвь с семью черными плодами.

## Примечание
1. ↑  Положение о флаге города Дзержинска и Дзержинского района. Дата обращения: 6 марта 2018. Архивировано 25 марта 2018 года.